# Игинла, Тидж
Тидж Иги́нла (англ. Tij Iginla; род. 4 августа 2006, Лейк-Кантри, Британская Колумбия) — канадский хоккеист, центральный нападающий клуба НХЛ «Юта Маммот». Выступает в составе клуба WHL «Келоуна Рокетс». Победитель юниорского чемпионата мира 2024 года в составе сборной Канады.

## Биография

### Юниорская карьера
Тидж Игинла родился 4 августа 2006 года в городе Лейк-Кантри провинции Британская Колумбия. Отец — бывший игрок НХЛ и член Зала хоккейной славы Джером Игинла, брат — Джо Игинла — выступает за «Эдмонтон Ойл Кингз» в Западной хоккейной лиге, сестра — Джейд Игинла — является игроком студенческой хоккейной команды Брауновского университета.
В начале декабря 2021 года на драфте западной хоккейной лиги был выбран в первом раунде под общим девятым номером клубом «Сиэтл Тандербёрдз», а 17 декабря того же года подписал стандартный контракт с клубом. Первую игру провёл 28 декабря 2021 года против клуба «Спокан Чифс», в ней же набрал своё первое очко, сделав результативную передачу. Всего в сезоне сыграл 3 матча и набрал 1 (0+1) очко.
В следующем сезоне продолжил выступление за «Сиэтл Тандербёрдз». В пятом матче сезона, 14 октября 2022 года, забросил свою первую шайбу в ворота команды «Эдмонтон Ойл Кингз». Через неделю, 22 октября, оформил ассистентский хет-трик в матче с «Спокан Чифс». Всего в регулярном чемпионате Игинла сыграл 48 матчей и набрал 18 (6+12) очков. «Сиэтл Тандербёрдз» стали победителями Западной конференции и вышли в плей-офф, в котором стали чемпионами WHL сезона 2022/23. При этом, нападающий провёл в плей-офф лишь 3 игры, набрав 1 (0+1) очко.
Перед началом очередного сезона, 7 июня 2023 года, игрок был обменян в «Келоуна Рокетс» на нападающего Грэди Лентона и два драфт-пика. В составе нового клуба дебютировал 23 сентября 2023 года в матче с «Портленд Уинтерхокс» и отметился заброшенной шайбой. Через две недели, 7 октября, сделал свой первый хет-трик, забросив три шайбы в ворота «Спокан Чифс». На протяжении регулярного чемпионата Игинла многократно набирал в матчах по три и более очков. По 4 очка в матчах против «Ванкувер Джайентс» 21 октября 2023 года, против них же 19 января 2024 года и против «Принс-Джордж Кугарз» 24 февраля 2024 года. По 3 — против «Виктория Ройялс» 8 октября 2023 года, «Принс-Альберт Рейдерз» 15 декабря 2023 года, «Спокан Чифс» 4 февраля 2024 года, «Трай-Сити Американс» 6 марта 2024 года, «Принс-Джордж Кугарз» 13 марта 2024 года. Регулярный чемпионат завершился для молодого нападающего успешно — за 64 матча он набрал 84 (47+37) очка и стал лучшим снайпером сезона. В гонке бомбардиров уступил лишь Эндрю Кристаллу, который так же выступает за «Келоуна Рокетс». В плей-офф Тидж Игинла сыграл 11 матчей и набрал 15 (9+6) очков. Команда уступила во втором раунде клубу «Принс-Джордж Кугарз».

#### Драфт НХЛ
Отец нападающего — Джером Игинла — на драфте НХЛ 1995 года был выбран в первом раунде под общим одиннадцатым номером клубом «Даллас Старз», но был обменян в «Калгари Флэймз», где в итоге стал лидером, рекордсменом и капитаном команды. В юниорском возрасте Тидж выразил желание повторить и превзойти выдающуюся карьеру своего отца. Пара хороших сезонов в западной хоккейной лиге (WHL) позволили молодому нападающему произвести впечатление на скаутов и экспертов. Как итог, 16 апреля 2024 года, перед драфтом НХЛ 2024 года центральное скаутское бюро НХЛ опубликовало окончательный рейтинг проспектов, в котором Игинла занял девятое место среди северо-американских полевых игроков.
На самом драфте НХЛ 2024 года Игинла был выбран в первом раунде под общим шестым номером клубом «Юта», заменившим в лиге команду «Аризона Койотис», которая была выкуплена по окончании сезона 2023/24. Нападающий стал первым игроком в истории, которого задрафтовала «Юта».

#### После драфта НХЛ
После драфта НХЛ 11 июля 2024 года подписал трёхлетний контракт новичка с клубом НХЛ «Юта Маммот» на общую сумму $2,8 млн. Через два месяца, 17 сентября 2024 года, принял участие в тренировочном лагере «Юта Маммот». Несмотря на то, что нападающий подписал контракт с клубом НХЛ, он вернулся в «Келоуна Рокетс» и сыграл за клуб ещё один сезон, в котором получил роль ассистента капитана. На момент возвращения Игинлы регулярный чемпионат в западной хоккейной лиге уже стартовал. Первый матч в сезоне игрок провёл 2 октября 2024 года против «Принс-Джордж Кугарз» и отметился заброшенной шайбой. В играх против «Портленд Уинтерхокс» и «Мус-Джо Уорриорз» 11 и 25 октября отметился хет-триками, а 30 ноября против «Реджайна Пэтс» провёл свой наилучший по статистике матч в карьере — набрал 5 (1+4) очков. Успехи нападающего омрачила травма нижней части тела, которую он получил в матче с «Реджайна Пэтс». Через несколько дней, 4 декабря, игрок перенёс операцию на бедре, которая завершилась успешно, но остаток сезона пришлось пропустить. Игинла успел сыграть 21 матч и набрал 32 (14+18) очка. Без него «Келоуна Рокетс» завершила регулярный чемпионат на одиннадцатом месте Западной конференции и не вышла в плей-офф.

### В сборной
Впервые в состав национальной сборной был вызван в октябре 2022 года для участия на мировом кубке вызова. На турнир было заявлено три юниорских сборных Канады — красная, чёрная и белая, выступал игрок в составе юниорской сборной Канады красного цвета. Сборная, игроком которой являлся Игинла, дошла до финала, в котором проиграла юниорской сборной США и стала серебряным призёром мирового кубка вызова 2022 года. Всего на турнире нападающий сыграл 7 матчей и набрал 7 (2+5) очков.
В апреле 2024 года борьба за Кубок Эда Чиновета для «Келоуна Рокетс» была завершена. Однако уже в мае сезон для Игинлы продолжился в составе юниорской сборной Канады на юниорском чемпионате мира 2024 года. В финале юниорская сборная Канады встретилась с юниорской сборной США. Обе команды прошли турнир без поражений в групповой стадии и в плей-офф. Однако сильнее оказались канадцы, обыграв сборную США со счётом 6:4, а победную шайбу забросил Тидж Игинла. Всего на турнире нападающий сыграл 7 матчей, набрал 12 (6+6) очков и в итоге стал чемпионом мира среди юниоров.

## Достижения

### Командные

#### В сборной
| Год  | Команда                          | Достижение               |
| ---- | -------------------------------- | ------------------------ |
| 2022 | Красная юниорская сборная Канады | Серебряный призёр WHC-17 |
| 2024 | Юниорская сборная Канады         | Чемпион мира             |

#### Юниорская карьера
| Год  | Команда           | Достижение                    |
| ---- | ----------------- | ----------------------------- |
| 2023 | Сиэтл Тандербёрдз | Обладатель Кубка Эда Чиновета |

### Личные

#### Юниорская карьера
| Год  | Команда        | Достижение                                |
| ---- | -------------- | ----------------------------------------- |
| 2024 | Келоуна Рокетс | Попадание в Сборную всех звёзд WHL        |
| 2024 | Келоуна Рокетс | Лучший снайпер регулярного чемпионата WHL |

По данным eliteprospects.com

## Статистика
| Легенда | Легенда                    | Легенда | Легенда                   | Легенда | Легенда    |
| ------- | -------------------------- | ------- | ------------------------- | ------- | ---------- |
| И       | Количество проведённых игр | Штр     | Штрафное время            | +/−     | Плюс-минус |
| Г       | Голы                       | П       | Голевые передачи          | О       | Очки       |
| -       | Статистика неизвестна      | —       | Статистика не учитывалась |         |            |

### Клубная карьера
По данным eliteprospects.com, WHL.com, NHL.com

### В сборной
По данным eliteprospects.com

## Комментарии
1. ↑  Ассистентский хет-трик в хоккее — это три результативные передачи, которые сделал один игрок в одном матче
2. ↑  Лучший снайпер в хоккее — это игрок, забросивший наибольшее количество шайб в ворота соперника
3. ↑  Лучший бомбардир в хоккее — это игрок, набравший наибольшее количество очков по системе «гол+пас»
4. ↑  В дальнейшем клуб «Юта» был переименован в «Юта Маммот»